# Автоматизация проектирования электроники
Автоматизация проектирования электронных устройств (англ. electronic design automation (EDA) или electronic computer-aided design (ECAD)) — тип систем автоматизированного проектирования (САПР) для проектирования электронных устройств, печатных узлов (плат) или микросхем. 
САПР позволяет создать принципиальную электрическую схему проектируемого устройства с помощью графического интерфейса, создавать и модифицировать базу радиоэлектронных компонентов, проверять целостность сигналов на ней. Современные САПР позволяют ограниченно выполнить автоматическую расстановку элементов, и автоматически трассировать дорожки в модели печатной платы, соединяя тем самым выводы радиоэлектронных компонентов в соответствии с принципиальной схемой. Созданная через схемный редактор электрическая схема передаётся с помощью промежуточного файла связей («netlist») загружается в редактор печатной платы для дальнейшего проектирования печатного узла.
Системы автоматизации проектирования электроники могут иметь возможность моделирования разрабатываемого устройства и исследования его работы до того, как оно будет воплощено в аппаратуру.

## Симуляторы
Некоторые симуляторы:
- SPICE — симулятор электронных схем общего назначения с открытым исходным кодом;
- PSpice — программа симуляции аналоговой и цифровой логики, описанной на языке SPICE;
- Logisim — для цифровых схем;
- LTSpice;
- Ngspice — симулятор электронных схем общего назначения с открытым исходным кодом, обеспечивающий моделирование в режиме смешанных сигналов и на смешанном уровне;
- QUCS (QUCS-S)  — графический кроссплатформенный симулятор электронных схем (аналоговых и цифровых) с открытым исходным кодом;
- Micro-Cap — SPICE-подобная программа для аналогового и цифрового моделирования цепей с интегрированным визуальным редактором;
- TkGate — программа для редактирования (графического и с использованием Verilog) и моделирования цифровых схем.

## Системы автоматизированного проектирования
| Название             | Описание |
| -------------------- | --- |
| Allegro              | Профессиональная система автоматизированного проектирования печатных плат |
| Altium Designer      | Профессиональная система автоматизированного проектирования печатных плат |
| CADSTAR              | |
| DipTrace             | |
| EAGLE                | |
| Electric             | |
| ExpressPCB           | Простая в изучении и удобная в работе система ручного проектирования печатных плат. Основными достоинствами ExpressPCB являются: бесплатное распространение, лёгкость освоения, быстрота создания собственной библиотеки |
| Fritzing             | Простая программа для новичков со свободной лицензией |
| gEDA                 | |
| KiCad                | |
| Lithium ECAD         | Российская кроссплатформенная САПР печатных плат, предназначенная для разработки как простых, так и сложных печатных узлов. |
| OrCAD                | |
| P-CAD                | |
| PADS Professional    | Масштабируемое и доступное решение для проектирования печатных плат, разработанное компанией Mentor, a Siemens Business |
| Proteus              | |
| QUCS                 | Позволяет моделировать электронную аппаратуру в режиме малого и большого сигнала, а также шумовые характеристики. Цифровая аппаратура моделируется с использованием VHDL и/или Verilog. Выгодно отличается от других симуляторов простотой работы оператора и интуитивно понятным пользовательским интерфейсом. Распространяется по лицензии GPL. Подходит для использования радиолюбителями и в академической среде. |
| Specctra             | |
| Sprint-Layout        | Простой, но в то же время очень эффективный программный пакет для проектирования и разводки печатных плат малой и средней сложности. |
| TopoR                | |
| Xpedition Enterprise | Профессиональная система автоматизированного проектирования печатных плат |